# Mayville (Dakota du Nord)
Pour les articles homonymes, voir Mayville.
Mayville est une ville située dans le comté de Traill, dans l’État du Dakota du Nord, aux États-Unis. Sa population s’élevait à 1 858 habitants lors du recensement de 2010, estimée à 1 830 habitants en 2016, ce qui en fait la localité la plus peuplée du comté.
Mayville a été fondée en 1881. Avec sa ville sœur, Portland, elle forme une conurbation parfois surnommée May-Port.

## Démographie
| 1890 | 1900  | 1910  | 1920  | 1930  | 1940  |
| ---- | ----- | ----- | ----- | ----- | ----- |
| 657  | 1 106 | 1 070 | 1 218 | 1 199 | 1 351 |

| 1950  | 1960  | 1970  | 1980  | 1990  | 2000  |
| ----- | ----- | ----- | ----- | ----- | ----- |
| 1 790 | 2 168 | 2 554 | 2 255 | 2 092 | 1 953 |

| 2010  | - | - | - | - | - |
| ----- | - | - | - | - | - |
| 1 858 | - | - | - | - | - |

## Enseignement
La ville abrite la Mayville State University.